# Chris Whitley

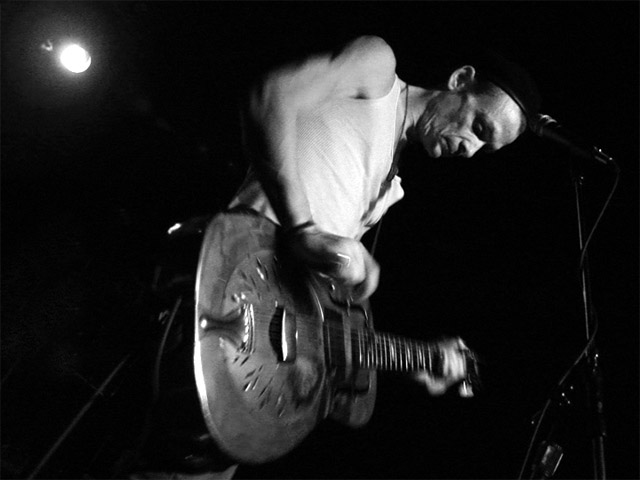
Chris Whitley

Christopher Becker Whitley, genannt: Chris Whitley, (* 31. August 1960 in Houston, Texas, USA; † 20. November 2005 in Houston, Texas, USA) war ein US-amerikanischer Musiker und Songwriter.

## Leben
Chris Whitley arbeitete mit vielen bekannten Musikern zusammen. 1991 wurde sein Debütalbum Living With the Law von Malcom Burns produziert, einem Protegé von Daniel Lanois. Im Jahr 2000 arbeitete er zusammen mit Chris Wood und Billy Martin (vom Trio Medeski, Martin and Wood) am Album Perfect Day. Auf seinem Album Rocket House (2001) fanden sich unter anderem auch Gastauftritte von Dave Matthews und Bruce Hornsby. Für die Untermalung einer Liebesszene im Film Thelma & Louise mit Geena Davis und Brad Pitt wurde vom Regisseur Ridley Scott der Titel Kick the Stones von Whitley ausgewählt.
Während der Aufnahmen zum Soundtrack Pigs Will Fly (2003) arbeitete Whitley mit den beiden Deutschen Heiko Schramm (Bass) und Matthias Macht (Schlagzeug), sowie mit den Komponisten Kai-Uwe Kohlschmidt und Warner Poland zusammen. Schramm war bereits auf der „Rocket-House“-Tournee als ständiger Bassist dabei. Im Folgenden entstand das Album Hotel Vast Horizon (ebenfalls 2003). Während dieser Arbeit entwickelte sich eine gewisse Liebe zur Stadt Dresden, die in den folgenden Jahren bis kurz vor seinem Tod auch seine neue Heimat werden sollte.
Chris Whitley, Vater der Musikerin Trixie Whitley (* 1987), starb am 20. November 2005 im Kreise seiner Familie im Alter von 45 Jahren an Lungenkrebs.

## Stil
Whitley spielte unter anderem Resonatorgitarre und Banjo. Besonders auffällig war dabei die spröde Art und Weise, in der Whitley seine Songs instrumentierte. Seinen Stil könnte man als psychedelischen Blues beschreiben. In seinen Texten mischten sich politische, religiöse und sexuelle Themen auf surreale, aber poetische Weise.
Whitleys Gitarrenspiel gilt für viele als wegweisend und äußerst eigenständig. Seine Technik entspricht nicht den Regeln, aber bestach dennoch durch atemberaubende Intonation und Schnelligkeit (siehe z. B. Home is Where You Get Across auf der CD Live At Martyrs von 1999). Auch verwendete er eine Vielzahl an Gitarrenstimmungen („Tunings“), was wohl auch auf seine Verehrung für Nick Drake zurückgehen mochte.
Das in nur zwei Tagen in seines Vaters Scheune in Vermont eingespielte Album Dirt Floor charakterisierte die MusikWoche: „Nur mit Akustikgitarre oder Banjo schuf er eine faszinierende Songkollektion, die in ihrer Intimität und Intensität an Country-Blues-Legenden wie Robert Johnson und Son House, zuweilen auch an Songwriter-Größen wie Nick Drake oder Townes van Zandt erinnert. Whitleys soulige Stimme und seine feinfühligen Saitenkünste bringen schöne, schlichte Melodien und meist traurige, allegorische Texte über die Härten, Hindernisse und unerfüllten Sehnsüchte des Lebens eindrucksvoll zur Geltung.“

## Diskografie

### Alben
- 1991: Living with the Law
- 1995: Railroad Sunset
- 1995: Din of Ecstacy
- 1997: Terra Incognita
- 1998: Dirt Floor
- 1999: Chris Whitley at Martyrs (Live-Album)
- 2000: Perfect Day
- 2001: Rocket House
- 2003: Pigs Will Fly – o.s.t.
- 2003: Hotel Vast Horizon
- 2004: Weed
- 2005: War Crime Blues
- 2005: Soft Dangerous Shores
- 2006: Reiter In (Chris Whitley & The Bastard Club)
- 2006: Dislocation Blues (Chris Whitley & Jeff Lang)
- 2008: On Air (2008) (2003 von Radio Bremen mitgeschnittenes Live-Konzert)

### Singles
- 1991: National Steel Edition (12"-EP)
- 1991: Living with the Law (7"-Single)
- 1991: Big Sky Country (CD-Maxi)
- 1992: Poison Girl (CD-Maxi)
- 1995: O God My Heart is Ready (CD-Maxi)
- 1995: Din (CD-Promo-Single)
- 1996: Terra Incognita Sampler (CD-Promo-EP)
- 2001: Chris Whitley/Ben Kweller (CD-Promo-Split-EP)

### Kompilationen
- 2002: Long Way Around: An Anthology 1991–2001
- 2005: Big Sky Country